# Wilk morski (miniserial 1971)
Wilk morski (niem. Der Seewolf, rum. Lupul marilor) – erefenowsko-rumuńsko-francuski miniserial przygodowy z 1971 roku na podst. powieści Jacka Londona o tym samym tytule.
Dla Raimunda Harmstorfa grającego tytułowego bohatera w miniserialu był przełomem w branży filmowej.

## Obsada
| Postać                       | Aktor              | RFN-owski dubbing | NRD-owski dubbing    |
| ---------------------------- | ------------------ | ----------------- | -------------------- |
| Humphrey van Weyden          | Edward Meeks       | Reinhard Glemnitz | Klaus Piontek        |
| kapitan „Wilk” Larsen        | Raimund Harmstorf  | Kurt E. Ludwig    | Jürgen Frohriep      |
| Thomas Mugridge              | Emmerich Schäffer  | Horst Raspe       | Helmut Müller-Lankow |
| George Leach                 | Peter Kock         | Manfred Seipold   | Reinhard Kuhnert     |
| Johnson                      | Sandu Popa         | Tommi Piper       | Jürgen Kluckert      |
| Ludwik                       | Boris Ciornei      | Gerhard Geisler   | Kurt Böwe            |
| Oofty-Oofty                  | Omar Islau         | Norbert Gastell   | Lothar Schellhorn    |
| Humphrey „Joe” van Weyden    | Franz Seidenschwan | David Friedmann   | brak danych          |
| Frico Kid                    | Dieter Schidor     | brak danych       | Michael Narloch      |
| pan van Weyden               | Septimiu Sever     | Paul Klinger      | brak danych          |
| pani van Weyden              | Sanda Toma         | brak danych       | brak danych          |
| Bessy van Weyden             | Lucia Ocrain       | brak danych       | brak danych          |
| Maud Brewster                | Beatrice Cardon    | Helga Trümper     | Helga Sasse          |
| Aloysius Pankburn            | Willi Kowalj       | Tommi Piper       | Joachim Siebenschuh  |
| Kapitan Raffy / Swithin Hall | Sergiu Nicolaescu  | Günther Ungeheuer | Werner Ehrlicher     |
| Lavina                       | Lydia Tomescu      | Karen Kernke      | brak danych          |
| Carlson                      | H. Pomarius        | Niels Clausnitzer | Gerhard Paul         |
| Latimer                      | brak danych        | Thomas Braut      | Horst Kempe          |
| Standish                     | brak danych        | Wolfgang Stumpf   | Lothar Schellhorn    |
| pani Raffy                   | Dana Komnea        | brak danych       | brak danych          |
| Pete                         | Colea Răutu        | brak danych       | Horst Kempe          |
| Albright                     | H. Czecka          | brak danych       | brak danych          |
| Koho                         | J. Tataru          | brak danych       | brak danych          |
| narrator                     | Eric Ebert         | Eric Ebert        | brak danych          |

Niemiecka wersja językowa została stworzona w 1971 roku przez Aventin-Filmstudio. Oprócz tej wersji istnieje jeszcze jeden niemiecki dubbing, która została stworzona w NRD przez DEFA-Studio für Synchronisation i jest oparta na dwuczęściowej wersji rumuńskiej.

## Wersja polska
Opracowanie: Studio Opracowań Filmów w Łodzi

Reżyseria: Mirosław Bartoszek

Wystąpili:
- Marek Bargiełowski – Humphrey von Weyden
- Bogusław Sochnacki – kapitan „Wilk” Larsen
- Janusz Krawczyk – Thomas Mugridge
- Leon Niemczyk – kapitan Raffy
- Barbara Dzido-Lelińska – Maud Brewster

Źródło:

## Spis odcinków
| Nr. | Oryginalna premiera | Polska premiera | Polski tytuł           | Oryginalny tytuł                      |
| --- | ------------------- | --------------- | ---------------------- | ------------------------------------- |
| 001 | 05.12.1971          | 1973            | Wilk morski            | Ein seltsames Schiff                  |
| 002 | 12.12.1971          | 1973            | Wilk morski            | Kurs auf Uma                          |
| 003 | 19.12.1971          | 1974            | Zemsta Wilka morskiego | Das Land der kleinen Zweige           |
| 004 | 26.12.1971          | 1974            | Zemsta Wilka morskiego | Die Suche nach einer verlorenen Insel |

## Wersje alternatywne

### Późniejsze wersje telewizyjne
W późniejszych latach tj. w 1985 roku Wilk morski został podzielony przez ZDF na 16 półgodzinnych odcinków.
Kolejna wersja telewizyjna powstała w 2020 roku, z okazji 50. rocznicy serialu. Serial skrócono z sześciu godzin do 120 minut. Przykładowo całkowicie usunięto wspomnienia z młodości van Weydena. Mimo tego w napisach początkowych do tej wersji można jeszcze przeczytać „Ein Fernsehfilm in vier Teilen” (niem. Film telewizyjny w czterech częściach).

### Wersja DDR-Fernsehen
W 1974 roku na potrzeby enerdowskiej emisji telewizyjnej DDR-Fernsehen stworzyła osiem pojedynczych odcinków z materiału emisyjnego ZDF.

### Wersje kinowe

#### Wersja niemiecka
Po tym, jak serial okazał się wielkim sukcesem, w 1972 roku w erefenowskich kinach pojawiła się wersja skrócona do 96 minut, która jednak tylko podkreślała momenty akcji i nie spotkała się z aprobatą widzów i krytyków.

#### Wersja rumuńska
W 1972 na potrzeby rumuńskiej dystrybucji serial został przerobiony na dwa filmy pełnometrażowe: 78-minutowy Wilk morski (oryg. Lupul Mărilor) i 73-minutowa Zemsta Wilka Morskiego (oryg. Răzbunarea). Wersja ta znacznie różni się od tej z emisji ZDF i erefenowskiego filmu kinowego. Filmy są surowsze i brutalniejsze od wersji ZDF, która była przeznaczona bardziej na rodzinną rozrywkę. Znacznie rzadziej słychać myśli van Weydena opisujące i komentujące fabułę. W przeciwieństwie do erefenowskiej wersji kinowej, mniejszą wagę przywiązywano do scen akcji i uwzględniano także młodzieńcze wspomnienia van Weydena, choć mocno skrócone. Istnieją również różnice w chronologii, a także niewielkie różnice w fabule. Wersja ta odznacza się również kilkoma dodatkowymi i alternatywnymi scenami nieobecnych w wersji erenefowskiej. Oprócz oryginalnej muzyki, w muzyce filmowej znalazły się także inne utwory Hansa Poseggi oraz dodatkowo nowo napisane utwory rumuńskiego kompozytora Tiberiu Olaha.
Wersja ta była emitowana w kinach NRD oraz w Polsce z polskim dubbingiem.